# Trine Hattestad
Trine Hattestad (ur. 18 kwietnia 1966 w Lørenskog jako Elsa Katrine Solberg) – norweska lekkoatletka, specjalistka od rzutu oszczepem. Pięciokrotna olimpijka (1984-2000), w tym medalistka igrzysk w Atlancie i Sydney.
Hattestad zadebiutowała na ważnej imprezie międzynarodowej jako juniorka podczas mistrzostw Europy juniorów w 1981, gdzie zajęła 5. miejsce. Rok później wystąpiła już na tej imprezie, ale już w gronie seniorów, jednak bez większego powodzenia. W 1983 sięgnęła po swój pierwszy medal na międzynarodowej imprezie – srebro podczas Mistrzostw Europy juniorów w lekkoatletyce (Schwechat).
Zawodniczka wkroczyła do światowej czołówki na początku lat 90. W 1993 odniosła swój pierwszy znaczący sukces, zdobywając tytuł mistrzyni świata. Do tego dodała roku później tytuł mistrzyni starego kontynentu (również w 1994 zwyciężyła w Pucharze Świata w Lekkoatletyce rozegranym w Londynie). Na igrzyskach w Atlancie zdobyła brązowy medal. Rok później odzyskała tytuł mistrzyni świata, by znowu utracić go podczas mistrzostw w 1999 (zajęła tam 3. miejsce). Ukoronowaniem jej kariery było zdobycie jedynego brakującego jej najważniejszego sportowego lauru – złotego medalu olimpijskiego, który wywalczyła na olimpiadzie w Sydney. Została wyróżniona tytułem Europejskiej Lekkoatletki Roku 2000.
Podczas swojej kariery oszczepniczki Trine Hattestad ustanawiała trzykrotnie rekord świata w tej konkurencji. Kilkanaście razy sięgała po złoto Mistrzostw Norwegii oraz poprawiała rekordy kraju, aż do poziomu 69,48 m, który jest aktualnym rekordem tego kraju, a zarazem szóstym rezultatem w historii tej konkurencji na świecie.